# Ramose
Ramose (rˁ ms, "nascut de Ra") va ser un noble egipci de la dinastia XVIII. Va ocupar el càrrec de djati sota el renat d'Amenhotep III i Akhenaton.

## Testimonis
A part de la seva tomba, conservem el testimoni de l'existència de Ramose gràcies a diversos testimonis:
- Apareix a les etiquetes dels gerros que es van trobar al palau del rei Amenhotep III a Malkata, juntament amb un altre djati anomenat Amenhotep-Hui. Ambdós djatis també es mostren un al costat de l'altre al temple de Soleb. A l'Imperi Nou l'oficina del djati estava dividida en un djati pel nord i un altre pel sud. No està del tot clar si Ramose era el del sud o el del nord.[2]
- Hi ha una estàtua seva a l'Übersee-Museum de Bremen. És de diorita i té el seu nom a la base.

## Biografia
Ramose va néixer en una família influent. El seu pare es deia Hebi (o Nebi) i era el governador de Memfis, en el càrrec al començament del regnat d'Amenhotep III. El germà de Ramose era l'alt administrador de Memfis Amenhotep (Hui).

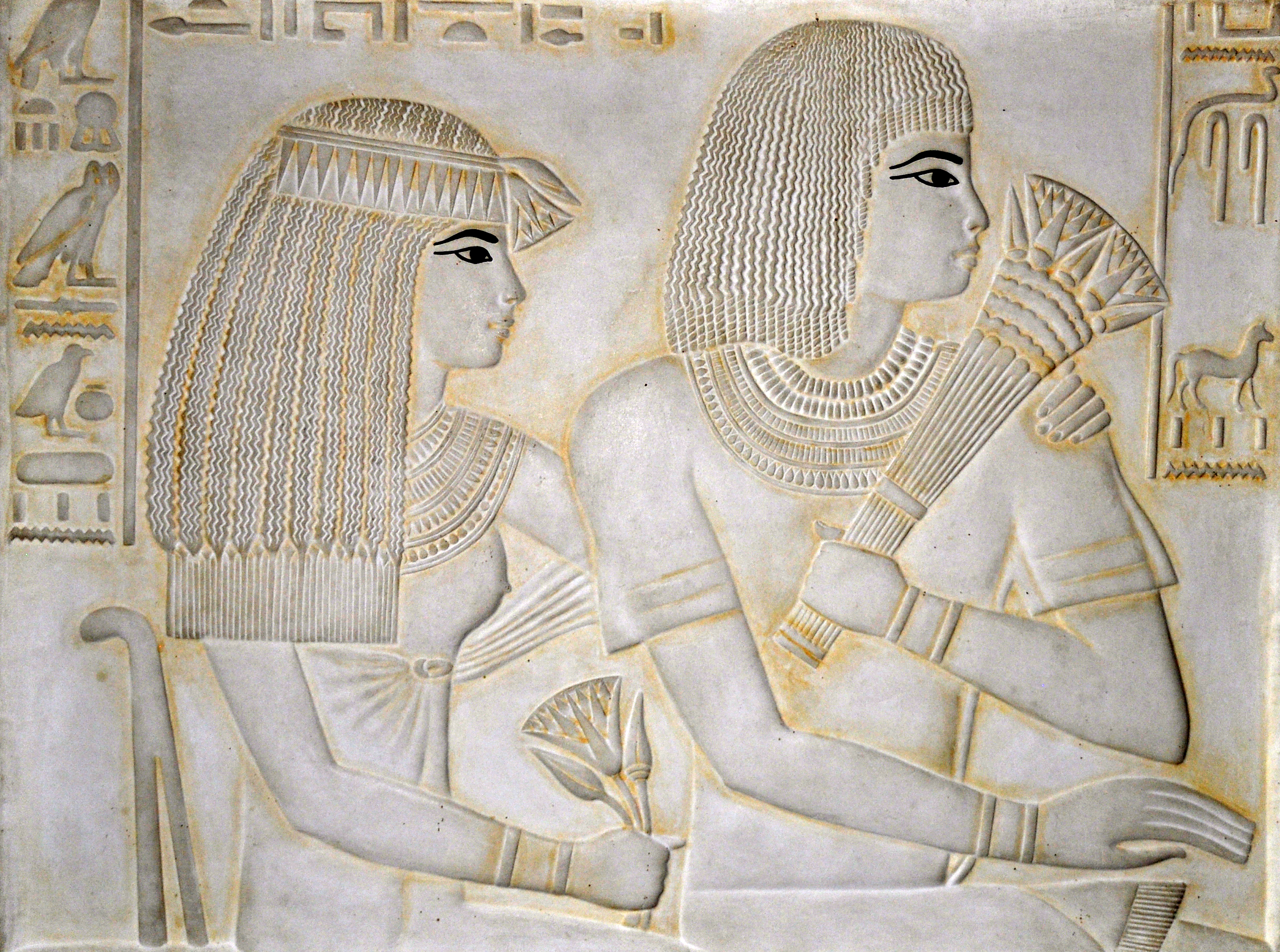
Ramose amb la seva esposa Merit-Ptah.

En ser el seu germà l'home de confiança d'Amenhotep III, aquest el va nomenar "Cap dels divins profetes de l'Alt i el Baix Egipte", càrrec que abans l'havia ocupat el Summe sacerdot d'Amon, i que mostra l'inici d'una política contrària al poder al clergat d'Amon.
Malgrat tot i de seguir en el càrrec durant el regnat d'Akhenaton, Ramose no va ser objecte de damnatio memoriae després de la caiguda de l'atenisme, potser perquè va abandonar Amarna a temps. De fet, és un dels pocs alts funcionaris del que se'n coneix la tomba.

## Tomba

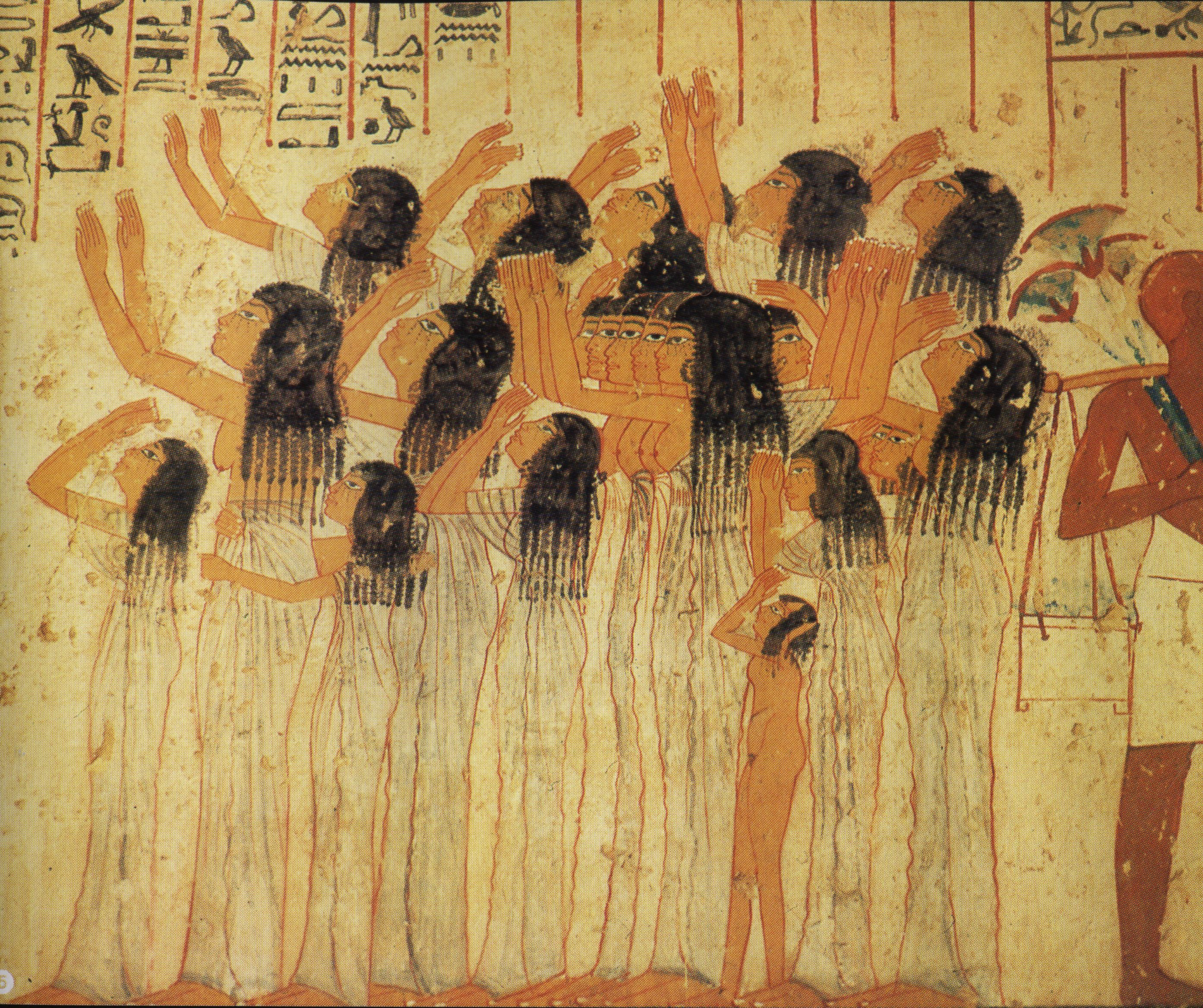
Ploraneres. Fresc de la tomba de Ramose.

La seva tomba (TT55) es troba a Xeikh Abd al-Qurna. La seva capella està decorada amb relleus i pintures on s'hi representen els dos faraons a qui va servir. La tomba mostra en una zona pintures segons el cànon clàssic, i en una altra l'estil artístic utilitzat a Amarna. Això, unit al seu excel·lent estat de conservació, fa de la tomba un dels llocs on es pot estudiar millor l'evolució de l'art egipci d'aquesta època.